# Sedum leptophyllum
Sedum leptophyllum är en fetbladsväxtart som beskrevs av Fröderstr.. Sedum leptophyllum ingår i Fetknoppssläktet som ingår i familjen fetbladsväxter. Inga underarter finns listade i Catalogue of Life.